# آگوست راش
آگوست راش (به انگلیسی: August Rush) فیلمی به کارگردانی کیرستن شریدان در سبک درام و موزیکال و محصول سال ۲۰۰۷ است. نویسندگان آن پال کسترو، نیک کسل و جیمز وی هارت هستند. این فیلم در IMDB دارای امتیاز ۷٫۵ از ۱۰ است.

## داستان
ماجرای این فیلم به یک مرد و زن نوازنده مربوط می‌شود که قصد دارند با یکدیگر ازدواج کنند ولی پدر دختر (آقای نواچک) این اجازه را نمی‌دهد و آن‌ها را از یکدیگر دور می‌کندولی آن دختر یک فرزند از او به دنیا می‌آورد که آقای نواچک او را به یتیم خانه می‌فرستد و به دختر خود می‌گوید که فرزندش مرده به دنیا آمده‌است ولی بعد از ۱۱ سال این راز فاش می‌شود و پسری به نام اوان در یتیم خانه بزرگ شده و به سمت نیویورک فرار می‌کند تا شاید بتواند مادر و پدر خویش را پیدا کند در نیویورک او نبوغ موسیقی خود را به نمایش می‌گذارد و افراد زیادی را به حیرت می‌اندازد. در همین زمان آقای نواچک که در بستر خود آخرین لحظات عمرش را سپری می‌کند دخترش (لایلا نواچک) را صدا می‌زند و حقیقت را برایش بازگو می‌کند و حالا او برای یافتن فرزند خود تلاش می‌کند